# Phillips (Wisconsin)
Phillips ist eine Kleinstadt (mit dem Status „City“) und Verwaltungssitz des Price County im US-amerikanischen Bundesstaat Wisconsin. Im Jahr 2010 hatte Phillips 1478 Einwohner.

## Geografie
Phillips liegt im mittleren Norden Wisconsins beiderseits des Elk River, der über den Flambeau River und den Chippewa River zum Stromgebiet des Mississippi gehört.
Die geografischen Koordinaten von Phillips sind 45°41′48″ nördlicher Breite und 90°24′02″ westlicher Länge. Das Stadtgebiet erstreckt sich über eine Fläche von 9,09 km², die sich auf 7,23 km² Land- und 1,86 km² Wasserfläche verteilen. Die Stadt wird im Norden, Osten und Süden von der Town of Worcester sowie im Westen von der Town of Elk umgeben, ohne einer davon anzugehören.
Nachbarorte von Phillips sind Fifield (23,2 km nördlich), Park Falls (30,7 km in der gleichen Richtung), Worcester (18,7 km südöstlich), Prentice (22 km südsüdöstlich), Catawba (27 km südwestlich) und Kennan (31 km in der gleichen Richtung).
Die nächstgelegenen größeren Städte sind Eau Claire (175 km südwestlich), Rochester in Minnesota (319 km in der gleichen Richtung), die Twin Cities (Minneapolis und Saint Paul) in Minnesota (272 km westsüdwestlich), Duluth am Oberen See in Minnesota (227 km nordwestlich), Wausau (136 km südöstlich), Green Bay am Michigansee (292 km in der gleichen Richtung) und Wisconsins Hauptstadt Madison (367 km südsüdöstlich).

## Verkehr

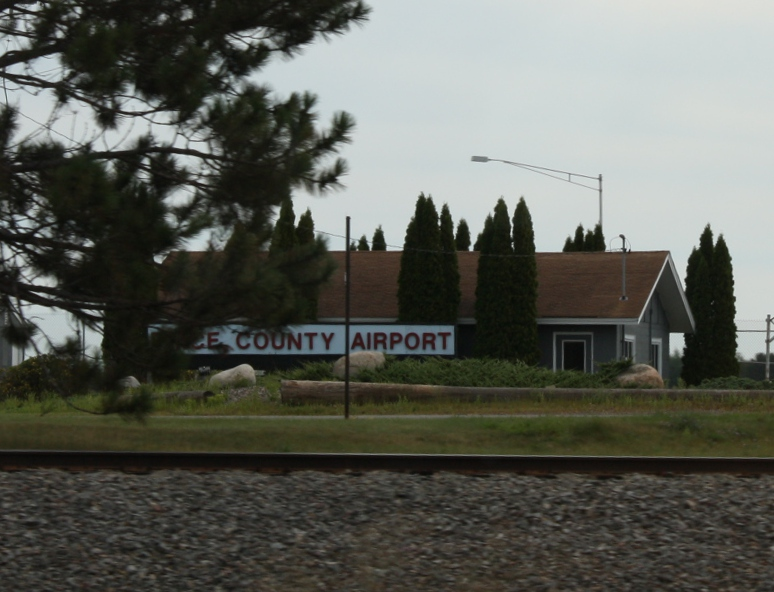
Price County Airport

Der Wisconsin State Highway  13 verläuft in Nord-Süd-Richtung als Hauptstraße durch Phillips. Alle weiteren Straßen sind untergeordnete Landstraßen, teils unbefestigte Fahrwege sowie innerörtliche Verbindungsstraßen.
Durch Phillips führt in Nord-Süd-Richtung eine Eisenbahnlinie für den Frachtverkehr der Canadian National Railway (CN).
Im Norden des Stadtgebiets befindet sich mit dem Price County Airport ein kleiner Flugplatz. Der nächstgelegene Regionalflughafen ist der Central Wisconsin Airport bei Wausau (161 km südöstlich). Der nächste Großflughafen ist der Minneapolis-Saint Paul International Airport (295 km westsüdwestlich).

## Bevölkerung
Nach der Volkszählung im Jahr 2010 lebten in Phillips 1478 Menschen in 695 Haushalten. Die Bevölkerungsdichte betrug 204,4 Einwohner pro Quadratkilometer. In den 695 Haushalten lebten statistisch je 2,0 Personen.
Ethnisch betrachtet setzte sich die Bevölkerung zusammen aus 95,1 Prozent Weißen, 0,7 Prozent Afroamerikanern, 0,7 Prozent amerikanischen Ureinwohnern, 1,4 Prozent Asiaten, 0,1 Prozent Polynesiern sowie 0,1 Prozent aus anderen ethnischen Gruppen; 2,0 Prozent stammten von zwei oder mehr Ethnien ab. Unabhängig von der ethnischen Zugehörigkeit waren 1,5 Prozent der Bevölkerung spanischer oder lateinamerikanischer Abstammung.
20,2 Prozent der Bevölkerung waren unter 18 Jahre alt, 56,2 Prozent waren zwischen 18 und 64 und 23,6 Prozent waren 65 Jahre oder älter. 52,4 Prozent der Bevölkerung waren weiblich.
Das mittlere jährliche Einkommen eines Haushalts lag bei 33.281 USD. Das Pro-Kopf-Einkommen betrug 20.954 USD. 26,4 Prozent der Einwohner lebten unterhalb der Armutsgrenze.

## Geschichte
Die Kleinstadt Phillips, benannt nach Elijah B. Phillips, wurde 1876 gegründet. 1894 wurde sie niedergebrannt und wieder aufgebaut. Dreizehn Menschen kamen bei dem Brand ums Leben.